# Zápas na Letních olympijských hrách 1936
Zápas na letních olympijských hrách 1936 svedl do bojů o medaile 200 zápasníků z 29 zemí. Ti se utkali o 14 sad medailí v sedmi váhových kategoriích ve volném stylu a v sedmi v řecko-římském.

## Medailisté

### Volný styl
| Kategorie                | Zlato                                      | Stříbro                                        | Bronz                               |
| ------------------------ | ------------------------------------------ | ---------------------------------------------- | ----------------------------------- |
| Bantamová váha (56 kg)   | Ödön Zombori · Maďarsko (HUN)              | Ross Flood · Spojené státy americké (USA)      | Johannes Herbert · Německo (GER)    |
| Pérová váha (61 kg)      | Kustaa Pihlajamäki · Finsko (FIN)          | Francis Millard · Spojené státy americké (USA) | Gösta Frändfors · Švédsko (SWE)     |
| Lehká váha (66 kg)       | Károly Kárpáti · Maďarsko (HUN)            | Wolfgang Ehrl · Německo (GER)                  | Hermanni Pihlajamäki · Finsko (FIN) |
| Welterová váha (72 kg)   | Frank Lewis · Spojené státy americké (USA) | Thure Andersson · Švédsko (SWE)                | Joe Schleimer · Kanada (CAN)        |
| Střední váha (79 kg)     | Emile Poilvé · Francie (FRA)               | Richard Voliva · Spojené státy americké (USA)  | Ahmet Kireççi · Turecko (TUR)       |
| Lehká těžká váha (87 kg) | Knut Fridell · Švédsko (SWE)               | Ago Neo · Estonsko (EST)                       | Erich Siebert · Německo (GER)       |
| Těžká váha (+87 kg)      | Kristjan Palusalu · Estonsko (EST)         | Josef Klapuch · Československo (TCH)           | Hjalmar Nyström · Finsko (FIN)      |

### Řecko-římský zápas
| Kategorie                | Zlato                              | Stříbro                            | Bronz                            |
| ------------------------ | ---------------------------------- | ---------------------------------- | -------------------------------- |
| Bantamová váha (56 kg)   | Márton Lõrincz · Maďarsko (HUN)    | Egon Svensson · Švédsko (SWE)      | Jakob Brendel · Německo (GER)    |
| Pérová váha (61 kg)      | Yaşar Erkan · Turecko (TUR)        | Aarne Reini · Finsko (FIN)         | Einar Karlsson · Švédsko (SWE)   |
| Lehká váha (66 kg)       | Lauri Koskela · Finsko (FIN)       | Jozef Herda · Československo (TCH) | Voldemar Väli · Estonsko (EST)   |
| Welterová váha (72 kg)   | Rudolf Svedberg · Švédsko (SWE)    | Fritz Schäfer · Německo (GER)      | Eino Virtanen · Finsko (FIN)     |
| Střední váha (79 kg)     | Ivar Johansson · Švédsko (SWE)     | Ludwig Schweickert · Německo (GER) | József Palotás · Maďarsko (HUN)  |
| Lehká těžká váha (87 kg) | Axel Cadier · Švédsko (SWE)        | Edvīns Bietags · Lotyšsko (LAT)    | Ago Neo · Estonsko (EST)         |
| Těžká váha (+87 kg)      | Kristjan Palusalu · Estonsko (EST) | John Nyman · Švédsko (SWE)         | Kurt Hornfischer · Německo (GER) |

## Přehled medailí
| Pořadí | Země                         | Zlato | Stříbro | Bronz | Celkově |
| ------ | ---------------------------- | ----- | ------- | ----- | ------- |
| 1      | Švédsko (SWE)                | 4     | 3       | 2     | 9       |
| 2      | Maďarsko (HUN)               | 3     | 0       | 1     | 4       |
| 3      | Finsko (FIN)                 | 2     | 1       | 3     | 6       |
| 4      | Estonsko (EST)               | 2     | 1       | 2     | 5       |
| 5      | Spojené státy americké (USA) | 1     | 3       | 0     | 4       |
| 6      | Turecko (TUR)                | 1     | 0       | 1     | 2       |
| 7      | Francie (FRA)                | 1     | 0       | 0     | 1       |
| 8      | Německo (GER)                | 0     | 3       | 4     | 7       |
| 9      | Československo (TCH)         | 0     | 2       | 0     | 2       |
| 10     | Lotyšsko (LAT)               | 0     | 1       | 0     | 1       |
| 11     | Kanada (CAN)                 | 0     | 0       | 1     | 1       |
| Celkem | Celkem                       | 14    | 14      | 14    | 42      |

## Zúčastněné země
Do bojů o medaile zasáhlo 200 zápasníků z 29 zemí:
| - Austrálie (3) - Belgie (11) - Československo (13) - Dánsko (5) - Egypt (3) - Estonsko (8) - Filipíny (1) - Finsko (13) | - Francie (10) - Indie (3) - Itálie (10) - Japonsko (5) - Jihoafrická unie (2) - Jugoslávie (5) - Kanada (5) | - Lotyšsko (3) - Lucembursko (1) - Maďarsko (12) - Německo (14) - Norsko (3) - Polsko (3) - Rakousko (7) | - Rumunsko (5) - Řecko (4) - Spojené státy americké (7) - Švédsko (14) - Švýcarsko (13) - Turecko (11) - Velká Británie (6) |